# 唇瓣烏賊
唇瓣烏賊（学名：Sepia lycidas），又名擬目烏賊，是墨魚目墨魚科乌贼属的一种。中文俗名花枝、冬乌、尤乌、花旗、花西、墨公、墨贼。主要分布于韩国、中国大陆、台湾。常栖息在水深10－100米，经济种。

## 分布
在日本西南部房总半岛南部，从本州岛南部和朝鲜至东海、台湾和南海、菲律宾海、越南和婆罗洲。